# 岳阳路200弄住宅

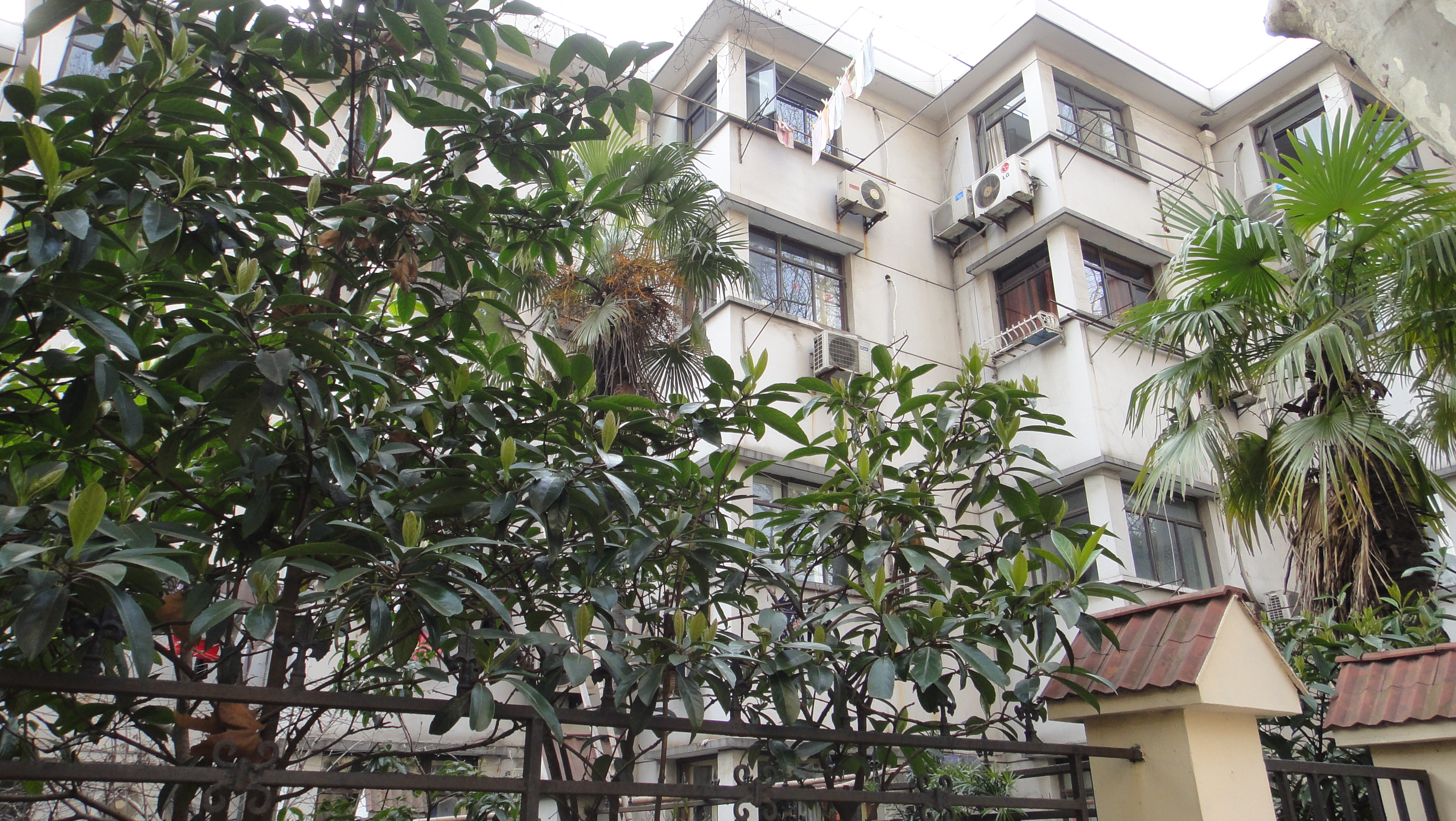
岳阳路200弄

岳阳路200弄住宅是中国上海的历史建筑，属于公寓里弄住宅，位于今徐汇区岳阳路200弄，南侧毗邻建业里。岳阳路200弄由中国建业地产公司建造，呈锯齿状造型，3层砖木结构。
1994年，岳阳路200弄住宅被列为第二批上海市优秀历史建筑，编号D-Ⅲ-029。